# Scherfhausen 49 (Korschenbroich)

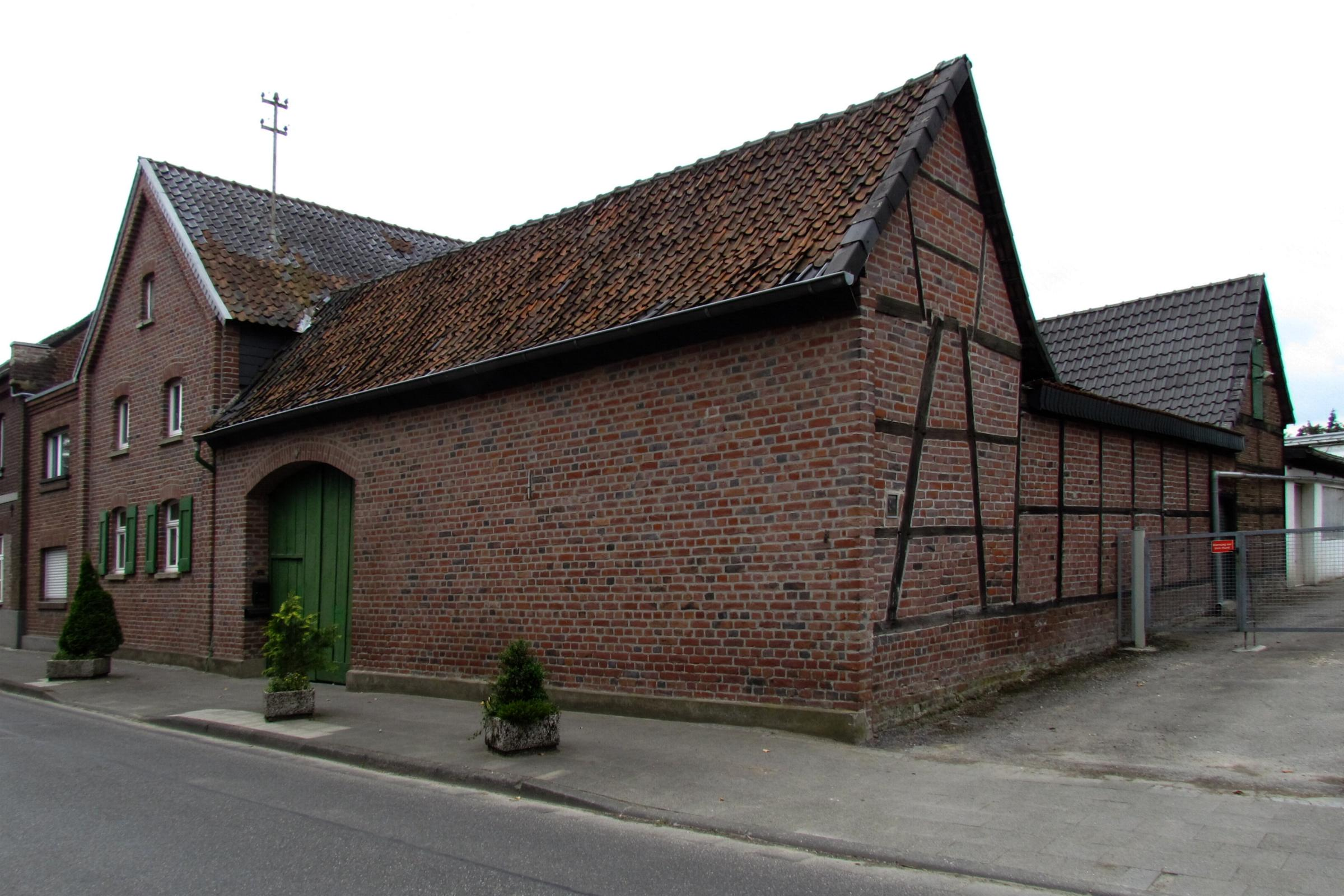
Fachwerkhof

Der Fachwerkhof Scherfhausen 49 steht im Stadtteil Glehn in Korschenbroich  im Rhein-Kreis Neuss in Nordrhein-Westfalen.
Das Gebäude wurde 1718 erbaut und unter Nr. 066 am 16. September 1985 in die Liste der Baudenkmäler in Korschenbroich eingetragen.

## Architektur
Es handelt sich um einen dreiflügeligen Fachwerkhof. Er wurde im 19. Jahrhundert an der Straßenfront mit Backstein verkleidet. Das Wohnhaus ist zweigeschossig und giebelständig. Rückwärtig steht ein Krüppelwalmdach über dem Haus. Es ist durch eine Inschrifttafel über der Scheunentür datiert.